# Nevio de Zordo
Nevio de Zordo, född 11 mars 1943 i Cibiana di Cadore, död 26 mars 2014 i Köln, var en italiensk bobåkare.
Han blev olympisk silvermedaljör i fyrmansbob vid vinterspelen 1972 i Sapporo.